# Melaleuca striata
Melaleuca striata är en myrtenväxtart som beskrevs av Jacques-Julien Houtou de La Billardière. Melaleuca striata ingår i släktet Melaleuca och familjen myrtenväxter. Inga underarter finns listade i Catalogue of Life.